# Friedrich Franz Herzog zu Mecklenburg

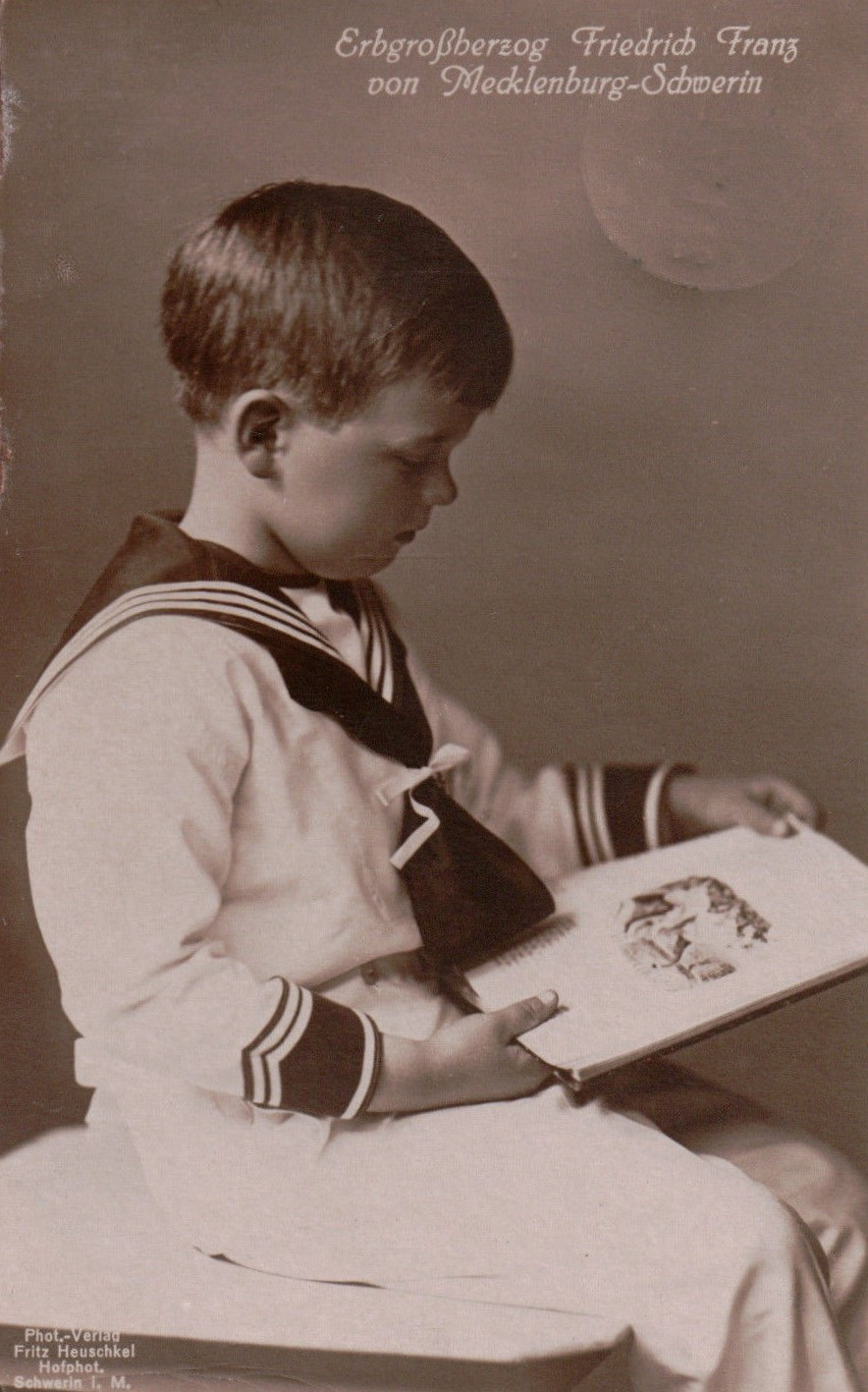
Friedrich Franz im Alter von acht Jahren (1918)

Friedrich Franz Herzog zu Mecklenburg [-Schwerin] (* 22. April 1910 in Schwerin; † 31. Juli 2001 in Hamburg; vollständiger Name: Friedrich Franz Michael Wilhelm Nikolaus Franz-Joseph Ernst August Hans Herzog zu Mecklenburg) war von seiner Geburt bis zum November 1918 Erbgroßherzog von Mecklenburg in Mecklenburg-Schwerin und von 1945 bis zu seinem Tod das Oberhaupt des Hauses Mecklenburg-Schwerin. Auch noch nach 1918 wurde er im allgemeinen Sprachgebrauch als Erbgroßherzog tituliert, obwohl sein gesetzlicher Name seither Herzog zu Mecklenburg lautete.

## Herkunft und Jugend
Friedrich Franz wurde am 22. April 1910 in Schwerin als ältester Sohn des letzten Großherzogs Friedrich Franz IV. von Mecklenburg-Schwerin aus dessen Ehe mit Alexandra von Hannover und Cumberland geboren. Als Kinder waren Friedrich Franz und sein jüngerer Bruder Christian Ludwig mehrfach Motive von Fotopostkarten, die zur Zeit des Ersten Weltkrieges zugunsten der Kriegsfürsorge verkauft wurden.

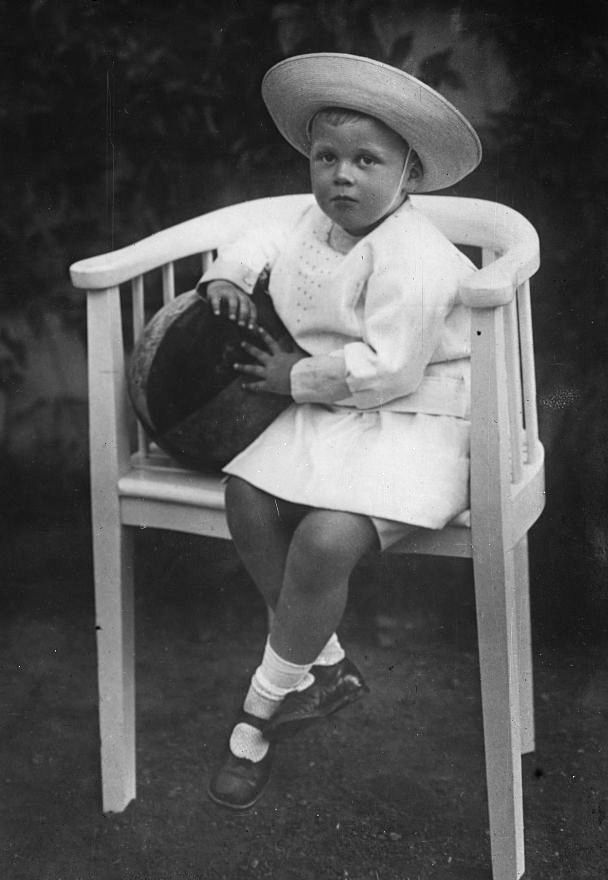
Friedrich Franz als Kind
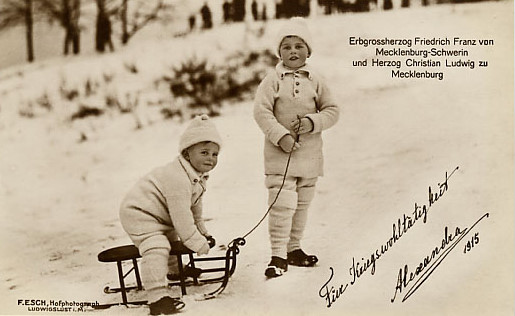
1915
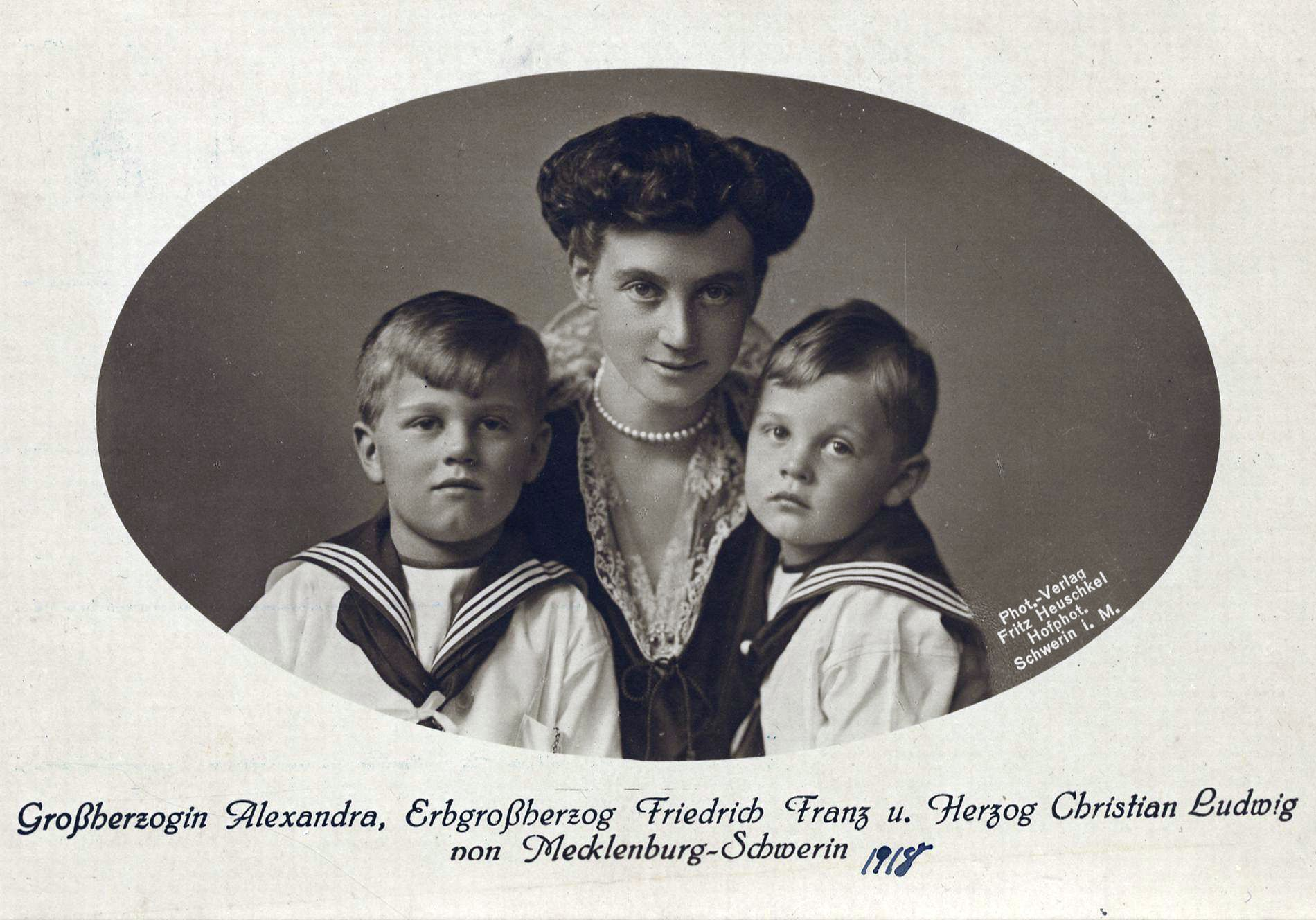
1918

Nachdem Großherzog Friedrich Franz IV. im November 1918 für sich und seine Familie für alle Zeit auf den Thron verzichtet hatte, wuchs der Sohn, mit Unterbrechung durch eine kurze Zeit im dänischen Exil 1918, auf den Schlössern Gelbensande, Ludwigslust und Wiligrad auf. Er besuchte das Realgymnasium in Ludwigslust und machte hier 1929 sein Abitur. Anschließend studierte er von 1930 bis 1932 Jura, erhielt eine Ausbildung in der Landwirtschaft und unternahm 1932–1935 ausgedehnte Reisen mit seinem Großonkel Adolf Friedrich durch Afrika.

## Karriere im Nationalsozialismus

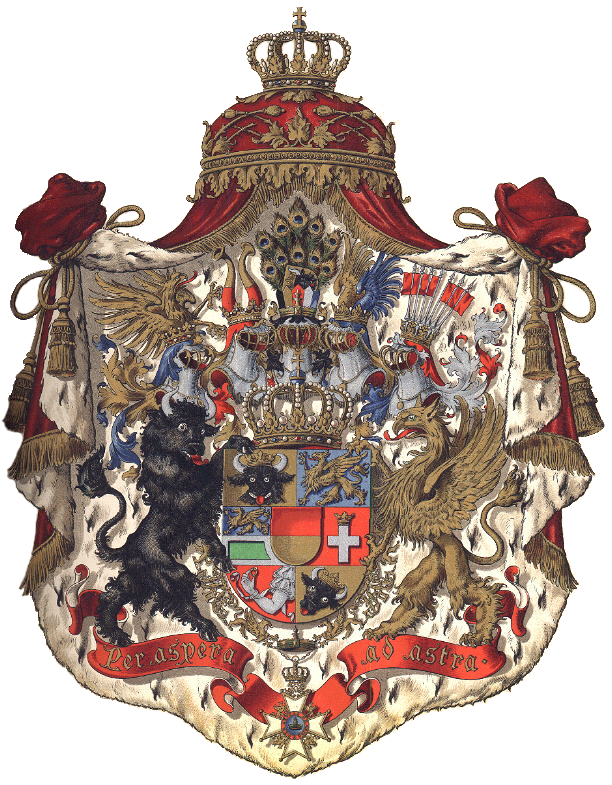
Wappen des Hauses Mecklenburg-Schwerin

Während seines Studiums in München lernte Friedrich Franz führende Nationalsozialisten wie Heinrich Himmler kennen. Schon zum 1. Mai 1931 trat er der NSDAP bei (Mitgliedsnummer 504.973) und wurde vermutlich durch die SS-Mitgliedsnummer 8.366 noch vor 1933 in die SS aufgenommen. Nach seiner Rückkehr von einer mehrmonatigen Safari durch Afrika mit seinem Vetter Prinz Hubertus von Preußen im Frühjahr 1933 trat er in die Auslandsabteilung, den von Ernst Wilhelm Bohle geleiteten Vorläufer der NSDAP/AO ein. Bohle empfahl ihn Ende 1933 in einem Brief an Rudolf Heß, denn er sei „in kluger und geschickter Weise für unsere Idee draußen eingetreten“; er habe dort, „wo noch sehr viel deutschnationaler Geist herrscht, heilsam gewirkt.“ Seine nächste Reise nach Afrika 1934 erfolgte im Auftrag der AO. Am 15. September 1935 wurde er SS-Obersturmführer. Er arbeitete dann zunächst in der Gutsbewirtschaftung und ab Oktober 1936 als Gauhauptstellenleiter. Nicht umgesetzt wurden Pläne, Friedrich Franz als „ehrenamtlichen Attaché nach Schweden“ zu schicken, oder 1937, ihn dem Reichsminister des Äußeren als SS-Adjutant zuzuteilen.
Sein Eintritt in den Auswärtigen Dienst erfolgte am 12. Mai 1938. Er wurde zunächst dem Referat X/Afrika zugeordnet. Im August 1939 wurde er zum Legationssekretär ernannt und an die deutsche Botschaft in Belgrad abgeordnet. Hier blieb er, unterbrochen von einer kurzen Militärzeit von August bis November 1939, bis zum Mai 1940.
Nach der Besetzung Dänemarks wurde er am 20. November 1940 persönlicher Referent beim Bevollmächtigten des Reiches in Kopenhagen, dem bisherigen deutschen Gesandten Cécil von Renthe-Fink, während er gleichzeitig dem Sicherheitsdienst des Reichsführers SS zuarbeitete. Dabei gab seine verwandtschaftliche Beziehung zur dänischen Königin Alexandrine, seiner Tante, den Ausschlag. Da Alexandrine den Kontakt mit ihrem Neffen ablehnte, war die Mission von Friedrich Franz ohne Erfolg. Am 20. April 1941 wurde er zum Sturmbannführer befördert.
Ab 17. Februar 1943 leistete er Militärdienst in der Waffen-SS. Trotz des Prinzenerlasses von 1940 und des Erlasses über die Fernhaltung international gebundener Männer von maßgebenden Stellen in Staat, Partei und Wirtschaft vom Mai 1943 diente er noch im Sommer 1944 auf „Anordnung Himmlers bei einer Einheit der Waffen-SS“ und wurde aufgrund seiner Verdienste um die Partei zunächst nicht entlassen. Seine Einheit war das III. (germanische) SS-Panzerkorps. Zum 1. Juli 1944 wurde er hier zum Untersturmführer d. R. befördert. Erst am 28. September 1944 erfolgte seine Versetzung in den Ruhestand aufgrund des Erlasses von 1943.

## Heirat
Am 11. Juni 1941 heiratete Friedrich Franz in Schwerin Karin von Schaper (* 31. Januar 1920 in Breslau; † 26. Januar 2012 in Glücksburg), eine Tochter des Obersten a. D. Dr. rer. pol. Walther von Schaper und Elisabeth-Luise (Isa), geb. Freiin von Münchhausen. Diese Eheschließung hatte nicht die Zustimmung des Oberhaupts des Hauses, seines Vaters Friedrich Franz IV. Ein Familienrat unter Vorsitz von Friedrich Franz IV. bestimmte stattdessen seinen jüngeren Bruder Christian Ludwig Herzog zu Mecklenburg zum künftigen Vorsitzender des Familienverbandes und verlieh diesem das Prädikat „Königliche Hoheit“. Die ostentative Nähe von Friedrich Franz zum nationalsozialistischen System, so die Deutung von Jonathan Petropoulos, habe dazu beigetragen, dass Friedrich Franz IV. und der Rest der Familie mit dieser Entscheidung ein unzweideutiges Zeichen setzen wollten.
Am 22. September 1967 wurde das Ehepaar geschieden; es schloss jedoch erneut die Ehe am 27. April 1977 auf Schloss Glücksburg.
Ab dem Tod von Georg Moritz von Sachsen-Altenburg 1991 war Friedrich Franz der einzige noch lebende ehemalige Thronfolger eines deutschen Bundesfürsten. Nach dem Tod seines Bruders Christian Ludwig 1996 war Friedrich Franz das letzte männliche Mitglied des großherzoglichen Hauses Mecklenburg-Schwerin. Da er keine Kinder hatte und sein Bruder zwei Töchter und keine Söhne, starb die Schweriner Linie des Hauses Mecklenburg mit ihm im Mannesstamm aus.

## Maler
Als Industriekaufmann arbeitete Friedrich Franz Herzog zu Mecklenburg in den 1960er-Jahren in Frankfurt am Main und Düsseldorf. Danach zog er nach Hamburg und widmete sich im Ruhestand der Malerei. Bekanntheit erlangten unter anderem seine im Stile norddeutscher Expressionisten gestalteten Aquarelle.